# El Pedregal (Costa Rica)
Der archäologische Fundort El Pedregal liegt im Nordwesten von Costa Rica und ist ca. 20 km von der nicaraguanischen Grenze entfernt. Das Bodendenkmal zählt zur Cordillera de Guanacaste, die sich in der Provinz gleichen Namens befindet. Es bildet dabei einen Bestandteil der Área de Conservación Guanacaste (ACG) und zählt mit letzterer seit 1999 zum UNESCO-Weltnaturerbe der Menschheit. Der erste Fundortbericht stammt von Adrián Chavez Jiménez aus dem Jahr 1989 und wird in der archäologischen Datenbank des Nationalmuseums von Costa Rica unter dem Schlüssel G-540-Pd aufgeführt.

## Das Bodendenkmal und sein Umfeld

Abbildung 1: Luftaufnahme vom Fundort Pedregal an den Hängen des Vulkans Orosí

In El Pedregal befinden sich mindestens 465 Felsbildsteine, die mit Petroglyphen verziert worden sind. Sie verteilen sich über mehrere Hochsavannen, welche am pazifischen Abhang des Vulkans Orosí zu finden sind (Abb. 1). Die Hauptsavanne liegt zwischen 400 m und 800 m über dem Meeresspiegel und geht wahrscheinlich auf großflächige Rodungen zurück. Sie erstreckt sich über 93 ha und wird von dispers verstreuten Sträuchern und Bäumen bedeckt. Die gesamte Landschaft steht in einem eigentümlichen Gegensatz zu den tropischen Waldgebieten, welche den restlichen Vulkanhang bedecken und sich abhängig von ihrer Höhenlage aus prämontanen Trockenwäldern sowie aus montanen Feucht- und Regenwäldern zusammensetzen.

Abbildung 2: Gravierter Petroglyphenstein am Fundort Pedregal

Die verzierten Steine sind unterschiedlich groß und treten ausnahmslos im offenen Gelände auf. Während die größten Felsbrocken bis zu 5,20 m lang, bis zu 4,30 m breit und bis zu 2,10 m hoch sein können (Abb. 2), weist ihre Mehrzahl keine Maße auf, die über 2,00 m Länge × 1,00 m Höhe hinausgehen. Die Objekte scheinen durch ihre verstreute Lage ein chaotisches Ensemble zu bilden, das ausnahmslos aus vulkanischem Gestein besteht. Aufgrund seiner großen Ausdehnung der ikonographischen Komplexität und der hohen Anzahl der verzierten Steine zählt der Fundort El Pedregal zu den beeindruckendsten archäologischen Bodendenkmälern Costa Ricas und zu den bedeutendsten Felsbildstätten Mittelamerikas.

## Die Felsbilder
In El Pedregal treten neben Schälchensteinen vor allem Felsbrocken auf, die über geometrische Petroglyphen (Spiralen, konzentrische Kreise und Kreuze, Quadrate, Mäander etc.) und/oder kurvilineare Verzierungen verfügen. Während letztere mitunter komplexe Kompositionen bilden, sind die figürlichen Darstellungen des Fundorts weniger zahlreich. Sie stellen bimorphe Gesichter und Köpfe dar oder bilden anthropomorphe Gestalten ab. Manche Motive zeigen dabei spezifische Kleidungs- und Schmuckattribute. Obwohl einige anthropomorphe Figuren dynamische Posen einnehmen, interagieren sie nur selten mit anderen Dekors. Das Figurenensemble des Fundorts Pedregal schließt darüber hinaus auch zoomorphe Gestalten ein. Sie können schlangen (Abb. 3) -, echsen-, vogel- oder tapirähnliche Wesen verkörpern. Phytomorphe Motive sind bisher nicht registriert worden.

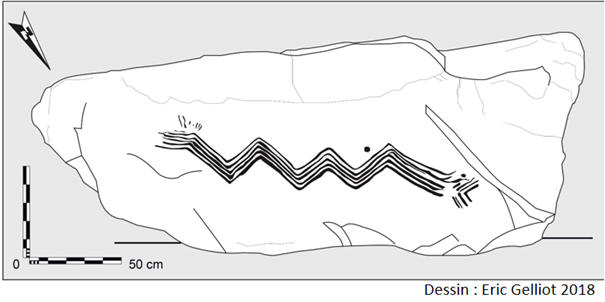
Abbildung 3: Zoomorphe Darstellung (Schlange) am Fundort Pedregal

Das ikonographische Inventar des Vulkans Orosí scheint einer lokalen Tradition der Steinbearbeitung zu entspringen. Gleichzeitig imitieren die Bildsprachen der Region Gran Nicoya aber auch meso- und südamerikanische Vorbilder. Sie zeugen von der Vielfalt der transkulturellen Wechselbeziehungen, in welche die indigenen Gesellschaften Costa Ricas vor der europäischen Landnahme eingebunden waren. Eine große Anzahl der in Stein gearbeiteten Motive kann außerdem auf den präkolumbischen Keramiken wiedererkannt werden, die aus dem Nordwesten Costa Ricas stammen. Ihre Klassifikation scheint darauf hinzuweisen, dass die Herstellung der Felsbilder des Pedregal von der Periode Ometepe-Sapoá (1530–800 n.u.Z) bis in die Periode Tempisque (300 n. u. Z.–500 v. u. Z.) zurückreicht.

## Studien- und Forschungsprojekte
Das erste systematische Forschungsvorhaben, das sich mit den Felsbildern des Fundorts Pedregal auseinandersetzte, ist im Jahr 1993 von der nordamerikanischen Archäologin Ellen Hardy unter der Bezeichnung Proyecto Arqueológico Volcán Orosí (PAVO) initiiert worden. Das Langzeitprojekt arbeitete mit der University of California, Los Angeles und dem Museo Nacional de Costa Rica zusammen und hat bis zum Jahr 2008 insgesamt 324 Felsbildsteine erfasst. Obwohl die aufgenommenen Daten in der Folgezeit in ein erstes geographisches Informationssystem eingeflossen sind, haben die Dokumentationsergebnisse des PAVO nie die interessierte Öffentlichkeit erreicht.
Seit 2018 wird die Dokumentation der Petroglyphensteine durch das Proyecto Arqueológico Guanacaste (PRAG) weitergeführt. Letzteres untersucht vor allem die Rolle, welche der Fundort Pedregal in den transkulturellen Netzwerken der Region Gran Nicoya gespielt hat. Das PRAG legte dafür ein neues geographisches Informationssystem an, in das auch die Daten von Hardy und Vázquez eingeflossen sind. Durch den Einsatz einer Drohne konnten von der Hauptsavanne des Fundorts mehr als 2000 verzerrungsfreie und georeferenzierte Orthographien aufgenommen werden. Außerdem hat das Projekt von 30 Felsbildsteinen dreidimensionale digitale Modelle erstellt, die auf fotogrammetrischen Aufnahmen basieren und animiert werden können. Eine Serie virtueller Rundgänge ist in Arbeit.
Das PRAG entspringt der Zusammenarbeit wissenschaftlicher Einrichtungen, die in Frankreich, Deutschland und Costa Rica ansässig sind. Sie wird von den Museos del Banco Central de Costa Rica, der Área de Conservación Guanacaste, der Rheinischen Friedrich-Wilhelms-Universität Bonn (Abteilung für Altamerikanistik), der Deutschen Altamerika Stiftung, dem Institut Francais d‘Amérique Centrale und dem Laboratoire d’Archéologie des Amériques getragen. Weitere Projektpartner sind das Museo Nacional de Costa Rica, das Centre d'Etudes Mexicaines et Centraméricaines und das Institut National de Recherches Archéologiques Préventives. Das Projekt hat eine Laufzeit von fünf Jahren (2018–2022) und schließt neben dem Einsatz neuer Technologien weitere Prospektionen, archäologische Testgrabungen und archäometrische Untersuchungen ein.
Die Durchführung des Projekts liegt in den Händen von Philippe Costa, Priscilla Molina Muñoz, Martin Künne und Eric Gelliot. Das deutsche Teilprojekt steht dabei unter der Schirmherrschaft von Prof. Karoline Noack und Prof. Nikolai Grube. Alle Arbeitsergebnisse sollen sowohl im wissenschaftlichen Umfeld dargestellt als auch für die breite Öffentlichkeit aufbereitet werden.